# ロッキーマウンテン国立公園
ロッキーマウンテン国立公園（ロッキーマウンテンこくりつこうえん、英語: Rocky Mountain National Park）はアメリカ合衆国コロラド州北部にある国立公園である。この公園はロッキー山脈の一部であるフロント山脈に位置し、壮大な山々の眺め、様々な野生動物、森林からツンドラまでの幅広い自然を楽しむことができる。
公園内をエステスパークから大陸分水嶺を越えグランドレイクに抜けるUS Highway 34号は、トレイルリッジ・ロードと呼ばれ、アルパイン・ビジターセンター付近で標高12,183フィート（3,713m）地点を通過する。トレイルリッジ・ロードは、冬季は閉鎖される。
公園内最高峰のロングスピーク（14,255 feet / 4,345m）を始め、多くの山々の登山が可能である。また園内には数多くのハイキングコースが整備されている。
園内は標高により3つの植生帯がある。上部山地林はポンデローサマツの低木林、牧草地と草原、亜高山帯森林はエンゲルマントウヒとミヤマバルサムモミの樹林、高山ツンドラはスゲや矮性の開花植物、ヤナギの群落からなる。園内の異なる気候帯に様々な動物が生息しており、ワピチとミュールジカが多く、ビッグホーン、コヨーテ、マーモット、ナキウサギなども観察することができるが、ヒグマ、プロングホーン、アメリカバイソンは既にこの地域から絶滅した。
ユネスコの生物圏保護区にも指定されている。

## 有名なポイント

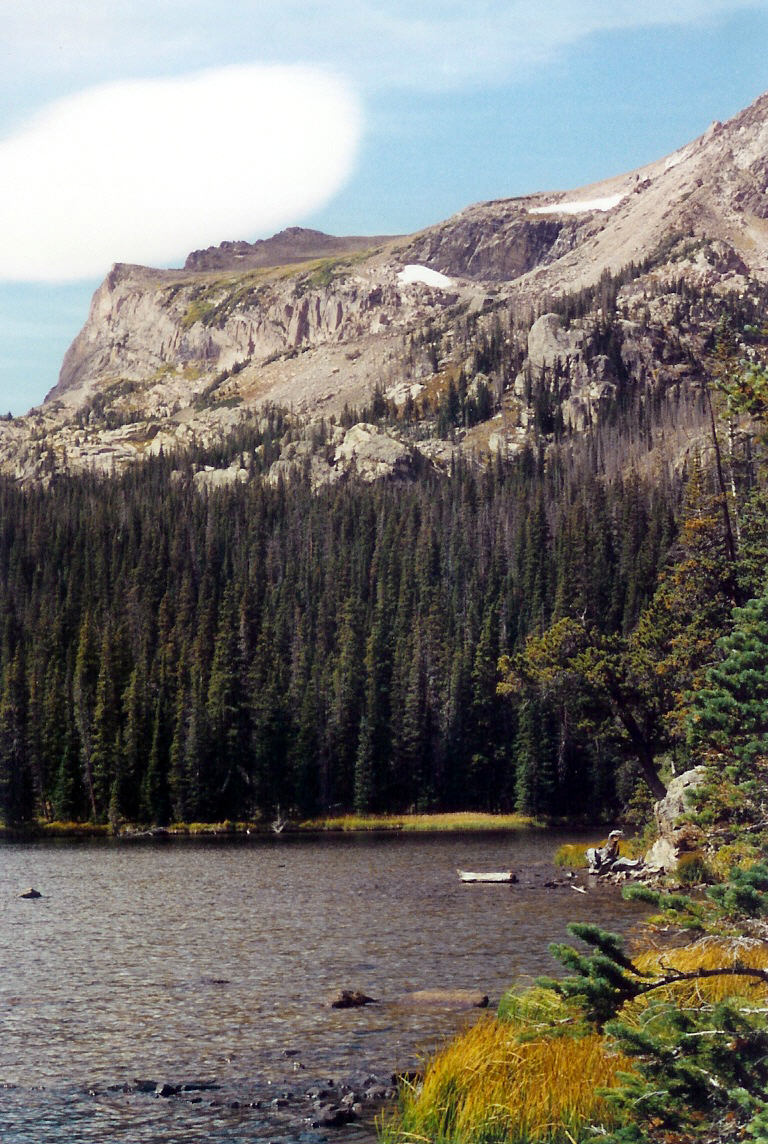
Ouzel Lake

- アルパイン・ビジターセンター Alpine Visitor's Center
- ベアレイク（英語版） Bear Lake
- Chasm Lake
- グランドレイク Grand Lake
- ロングスピーク Longs Peak
- オールド・フォールリバーロード Old Fall River Road
- トレイルリッジ・ロード Trail Ridge Road

## アクセス
近郊の町は、コロラド州のエステスパークである。デンバーから、車で約2時間の距離にある。